# Nadežda Petrović
Nadežda Petrović (magyar átírással Nadezsda Petrovity, cirill betűkkel Надежда Петровић) Čačak, 1873. október 12. – Valjevo, 1915. április 3.) szerb festőnő, Szerbia leghíresebb fauvista festője volt.

## Életút
1873-ban született Čačak városában, a Szerb Királyság területén.
Művészeti tanulmányait Münchenben folytatta, de festői pályafutása alatt szinte mindvégig Szerbiában élt.
A család 1884-ben költözött Belgrádba, ahol az öccse Rastko született 1889-ben. A női iskolát 1891-ben Belgrádban végezte el. A következő évben Đorđe Krstić műtermében rajzvizsgát tett. 1896/97-es tanévben a Kirila Kutlika iskolába járt. 1898-tól Münchenben tanult Anton Ažbe műtermében.
1900-ban már önálló kiállítása volt Belgrádban. 1901-ben Julius Exter műhelyében kezdett el dolgozni Münchenben.
1904-től az első jugoszláv művelődési kiállítás munkatársa lett. Alapító tagja a Lado és a Jugoszláv kolónia kiállításnak.
1912-ig számtalan kiállításon vett részt: Lade kiállítás, Jugoszláv kolonia kiállítás, Szerb Művelődési Egyesület, Második ljubljanai önálló kiállítás. Ebben az évben Belgrádban megnyílt a festőiskola. Az Első Balkán-háborúban nővérként vett részt. 1915-ben Valjevóban halt meg tífuszban.

## Képei

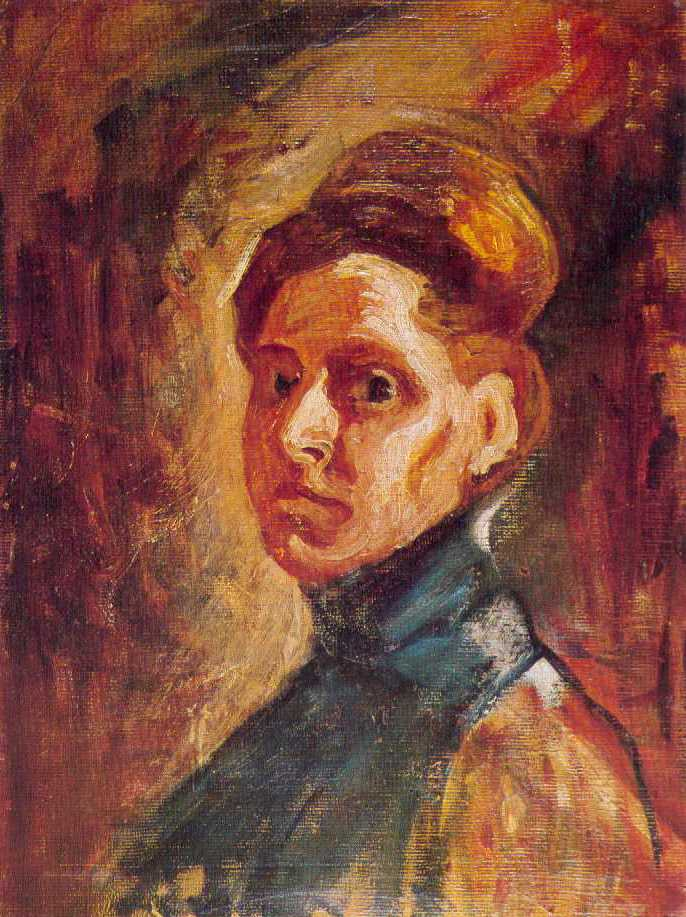
Önarckép (1907)
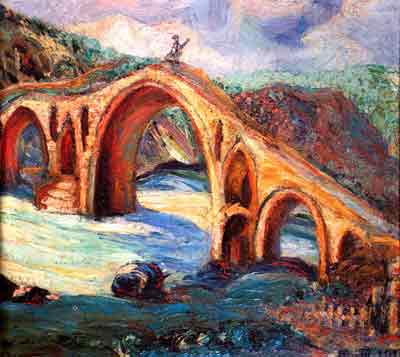
Török híd
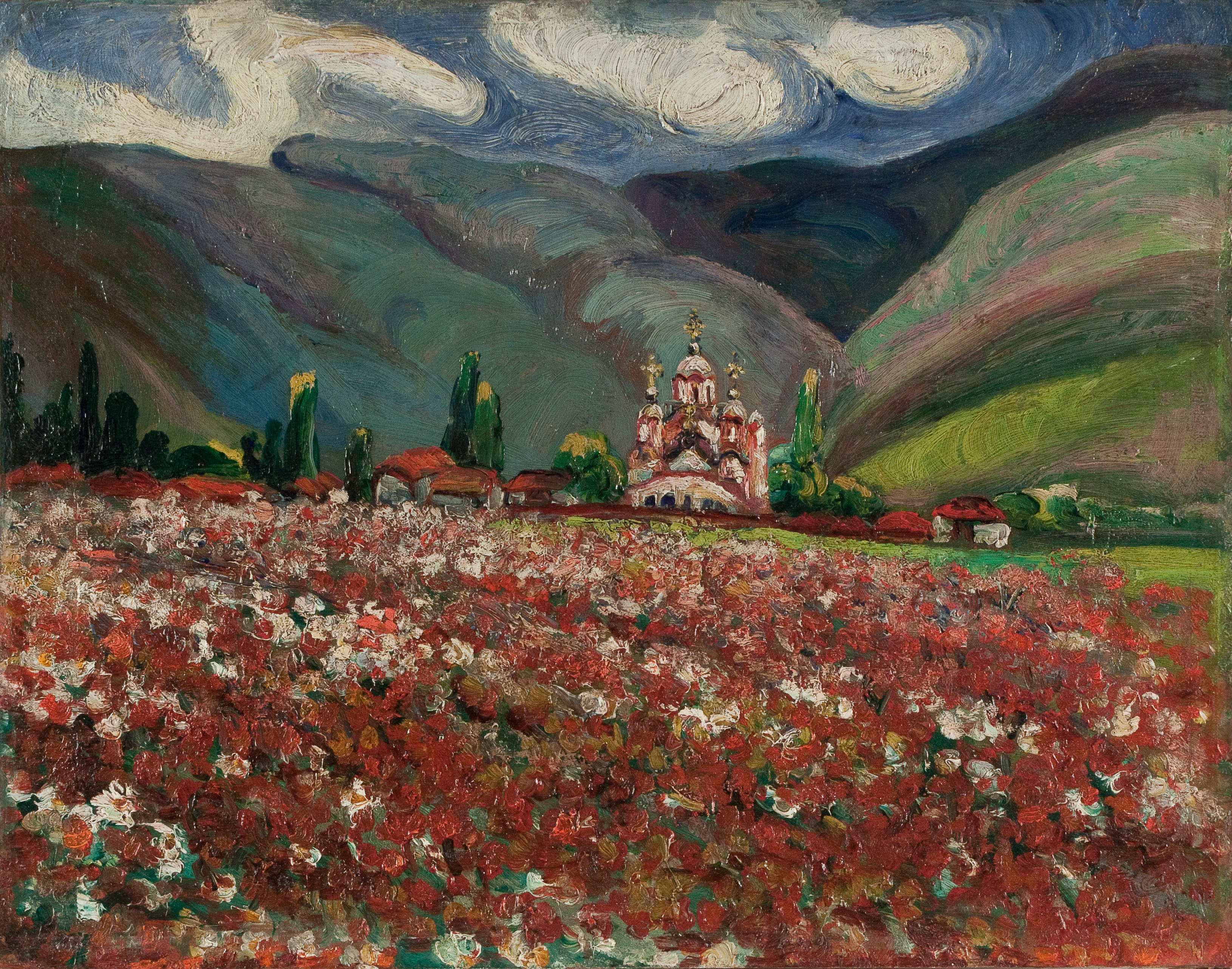
Koszovói bazsarózsák (1913)
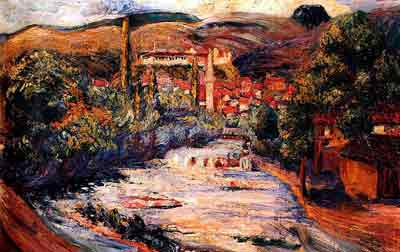
Régi Prizren (1915)